# Quadrastichodella candida
Quadrastichodella candida är en stekelart som först beskrevs av Girault 1913.  Quadrastichodella candida ingår i släktet Quadrastichodella och familjen finglanssteklar. Inga underarter finns listade i Catalogue of Life.